# Santa Ana FC
Santa Ana Fútbol Club – kostarykański klub piłkarski z siedzibą w mieście Santa Ana, w departamencie San José. Występuje w rozgrywkach Primera División. Domowe mecze rozgrywa na obiekcie Estadio Piedades de Santa Ana.

## Historia
Klub powstał w 1993 roku na bazie zespołu Vecinos de Santa Ana, który awansował wtedy z trzeciej do drugiej ligi kostarykańskiej. Zmienił nazwę na Municipal Santa Ana. Przez kolejne dekady zespół występował w niższych ligach kostarykańskich. W 2003 roku po dziesięciu latach spadł z powrotem do trzeciej ligi, a następnie grał w czwartej lidze, by w 2006 roku wywalczyć awans na trzeci szczebel rozgrywek. W 2017 roku ponownie awansował do drugiej ligi kostarykańskiej.
W 2024 roku klub, już pod nazwą Santa Ana FC, wywalczył historyczny awans do kostarykańskiej Primera División, wygrywając drugą ligę zarówno w sezonie Apertura, jak i Clausura.